# Muñeca rota
Muñeca rota fue una telenovela mexicana dirigida por Raúl Araiza y producida por Valentín Pimstein para la cadena Televisa en 1978, está basada en la vida de Marilyn Monroe. Protagonizada por Dulce y Jorge Ortiz de Pinedo, con las participaciones antagónicas de Bertha Moss y Rubén Rojo y las actuaciones estelares de Norma Herrera, Beatriz Sheridan, Graciela Döring y Angelica Vale.

## Elenco
- Dulce - Norma
- Jorge Ortiz de Pinedo - Tony
- Norma Herrera - Gladys
- Bertha Moss - Regina
- Rubén Rojo - Walter
- Érika Carrasco
- Beatriz Sheridan - Martha
- Enrique Pontón - Fausto
- Graciela Döring - Aída
- Angélica Vale
- Mario Cid - Rubén
- Gustavo del Castillo

## Equipo de producción
- Original de: Tessie Picazo
- Tema original: Muñeca rota
- Intérprete: Dulce
- Escenografía: Rogelio H. Neri
- Dirección: Raúl Araiza
- Productor: Guillermo Diazayas
- Producción ejecutiva: Valentín Pimstein